# Cormot-le-Grand
Cormot-le-Grand ist eine Ortschaft und eine ehemalige französische Gemeinde mit zuletzt 155 Einwohnern (Stand: 2015) im Département Côte-d’Or in der Region Bourgogne-Franche-Comté. Sie gehörte zum Arrondissement Beaune und zum Kanton Arnay-le-Duc.
Die früher eigenständige Gemeinde ging mit Wirkung vom 1. Januar 2017 mit Vauchignon in der neu geschaffenen Commune nouvelle Cormot-Vauchignon auf. Der Verwaltungssitz befindet sich im Ort Cormot-le-Grand. Den ehemaligen Gemeinden wurde der Status einer Commune déléguée nicht zuerkannt.
Nachbarorte sind Santosse im Norden, Vauchignon im Nordosten, La Rochepot im Osten, Nolay im Süden und Aubigny-la-Ronce im Westen.

## Bevölkerungsentwicklung

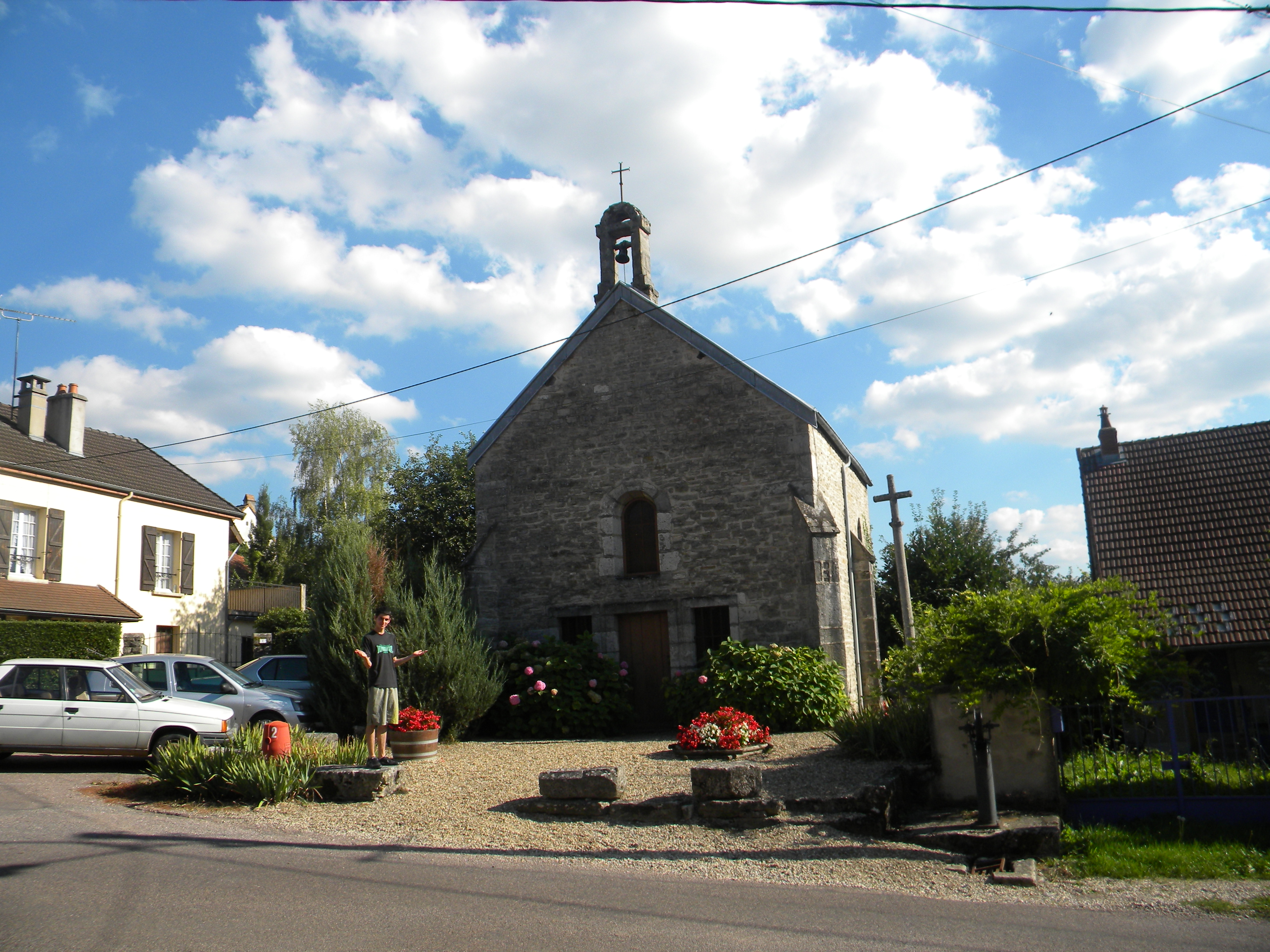
Kirche Saint-Antoine

| Jahr      | 1962 | 1968 | 1975 | 1982 | 1990 | 1999 | 2008 | 2013 |
| --------- | ---- | ---- | ---- | ---- | ---- | ---- | ---- | ---- |
| Einwohner | 155  | 132  | 142  | 129  | 149  | 146  | 143  | 149  |